# Olleros de Paredes Rubias

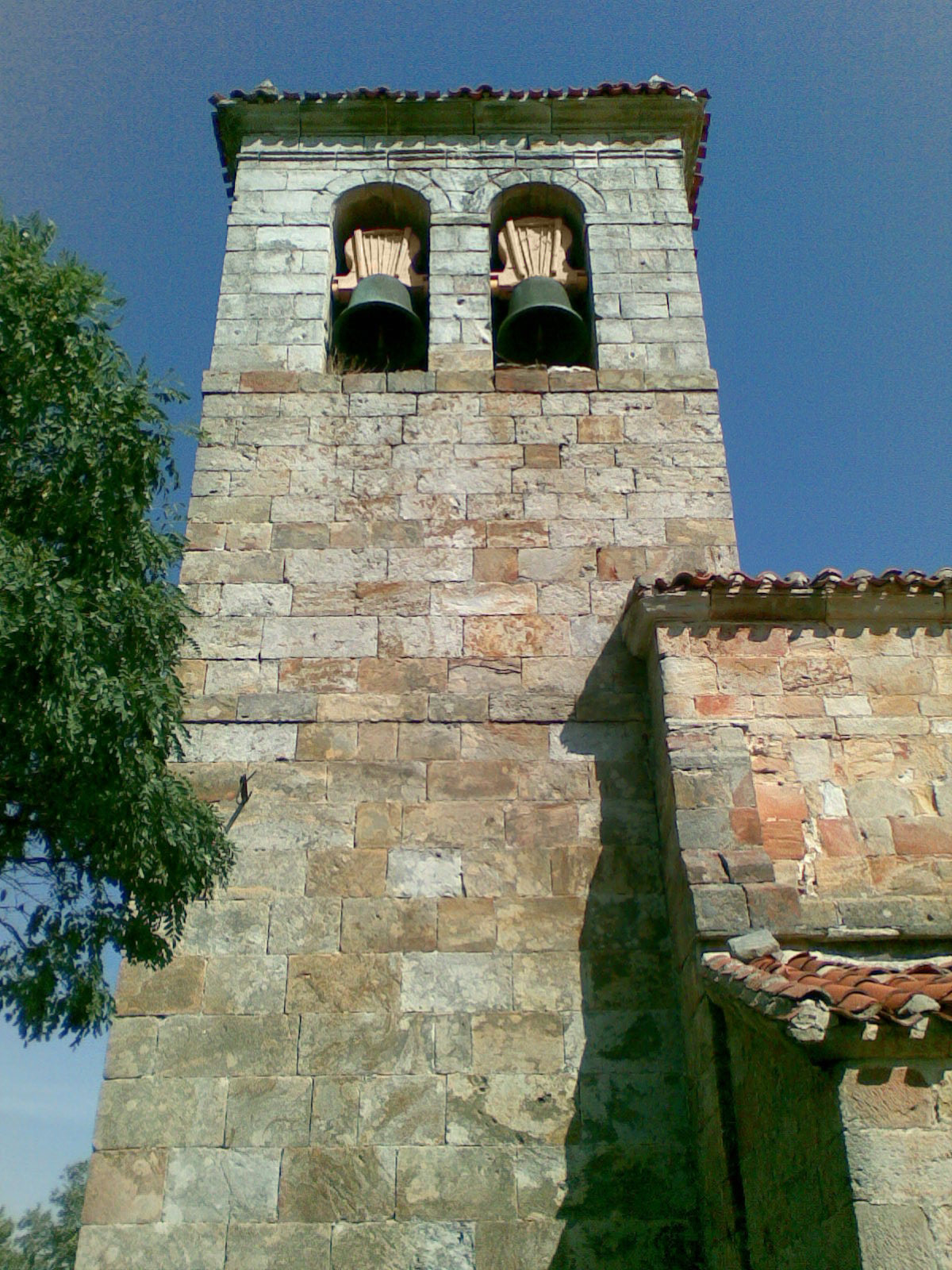
Torre de la Iglesia de San Juan Bautista.

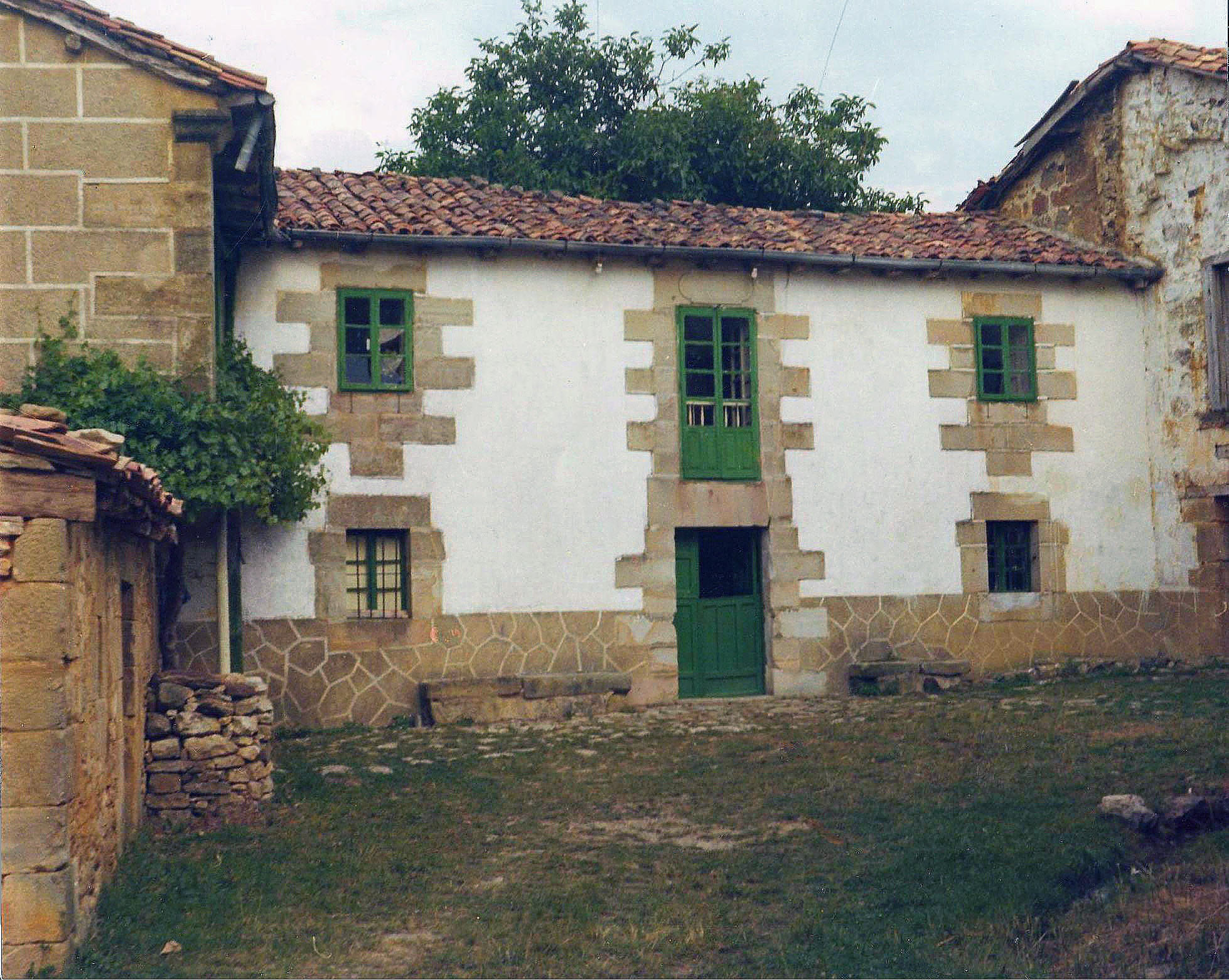
Casa típica de Olleros

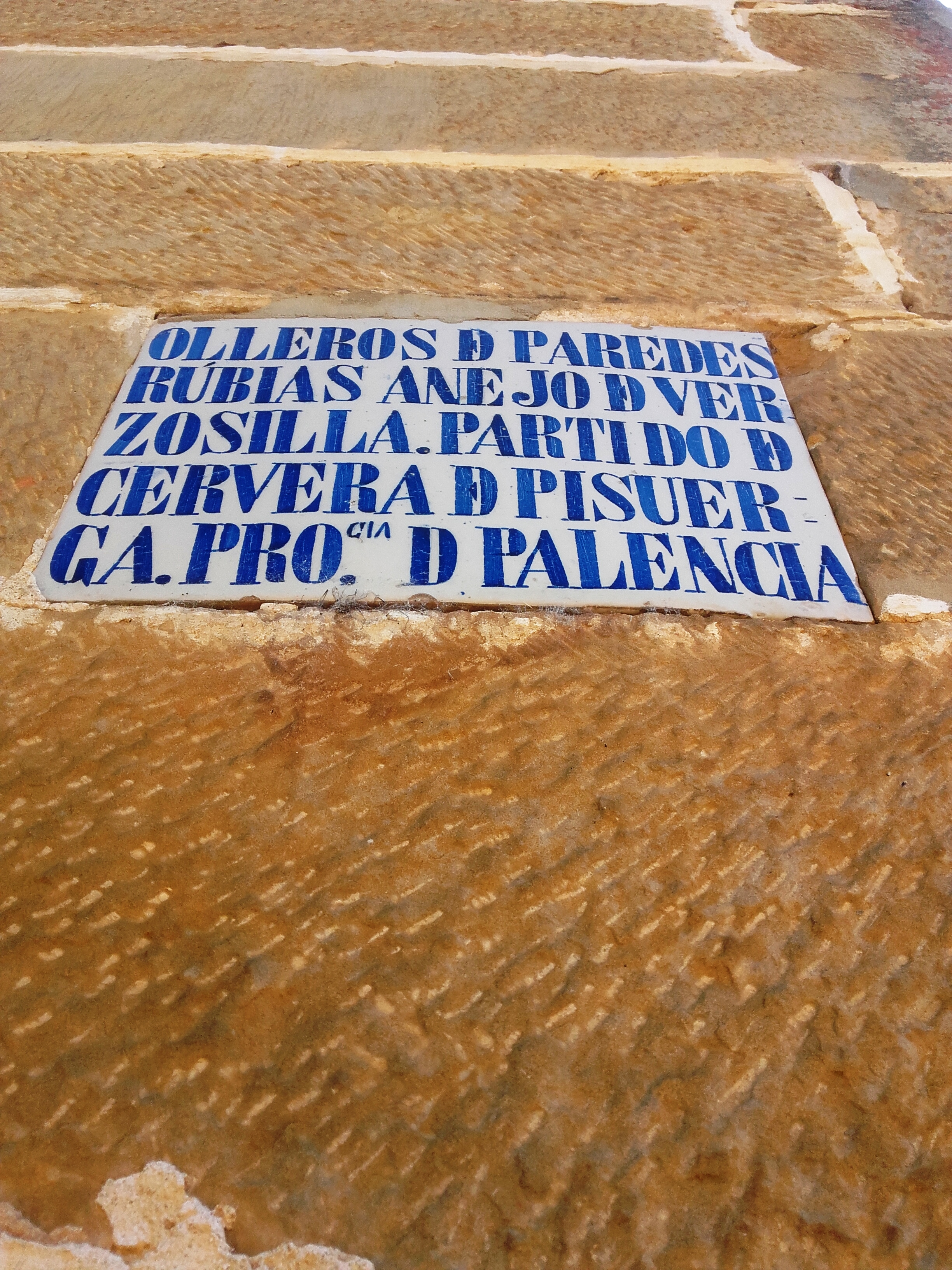
Detalle en la entrada del pueblo

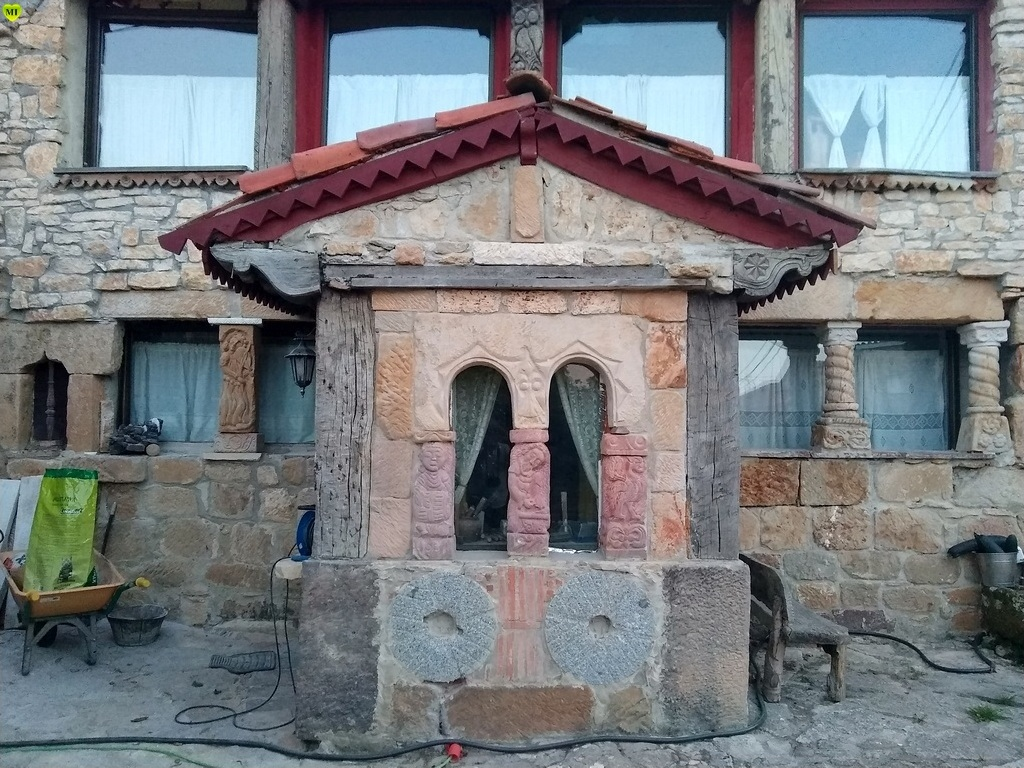

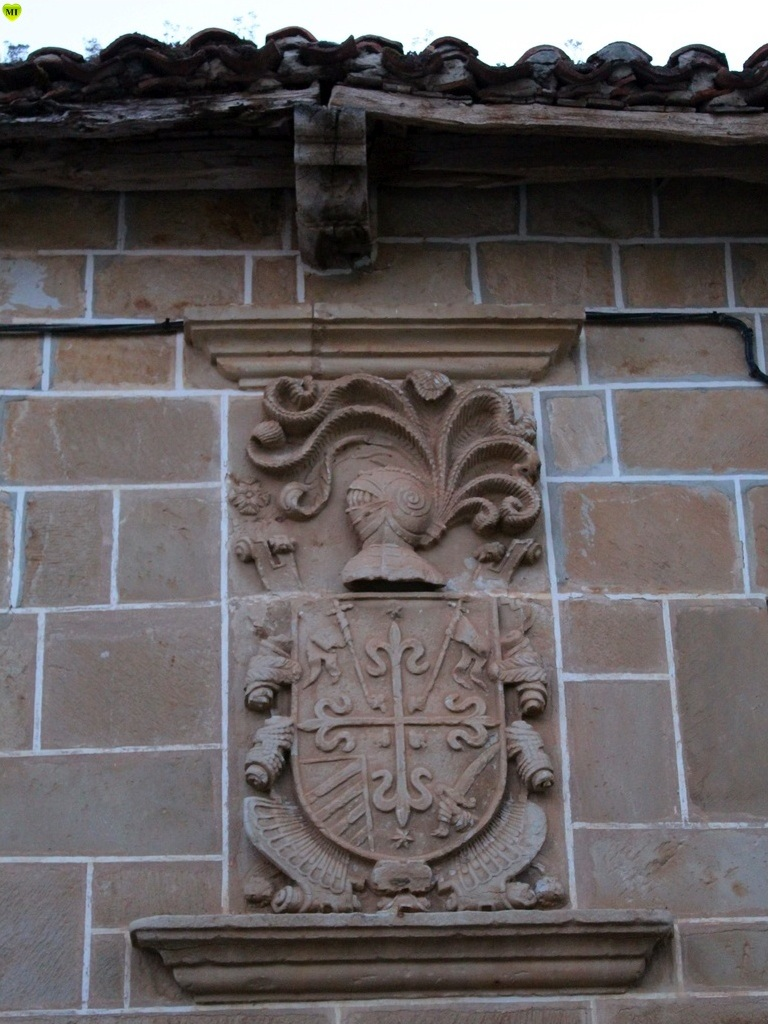

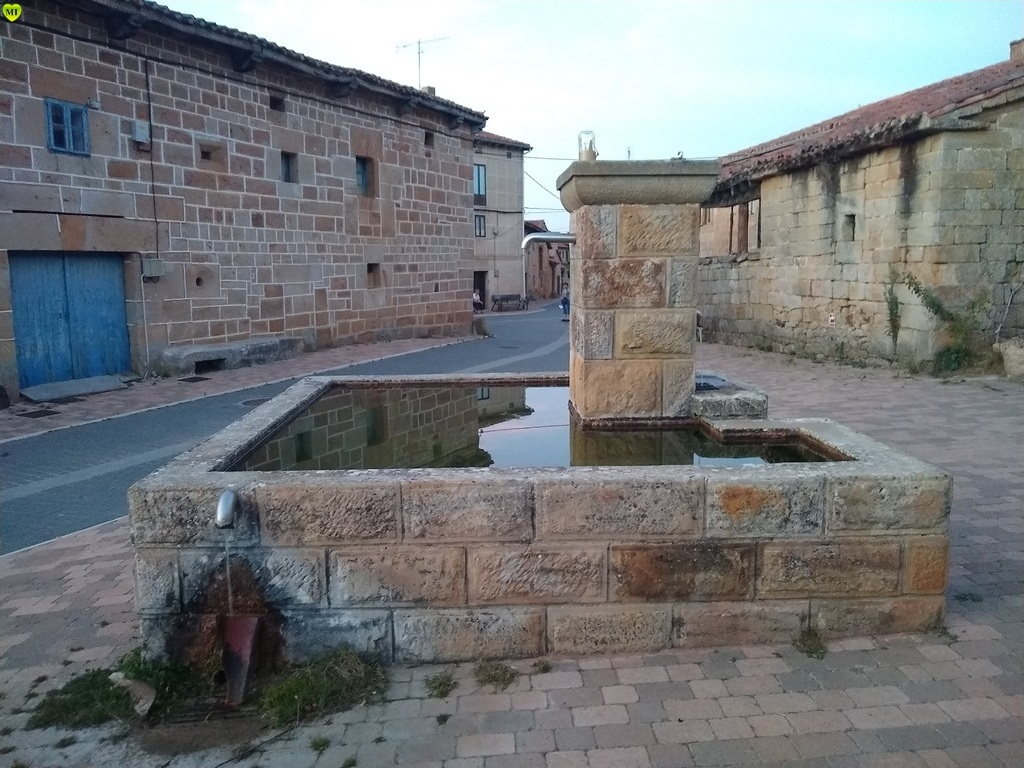
Fuente

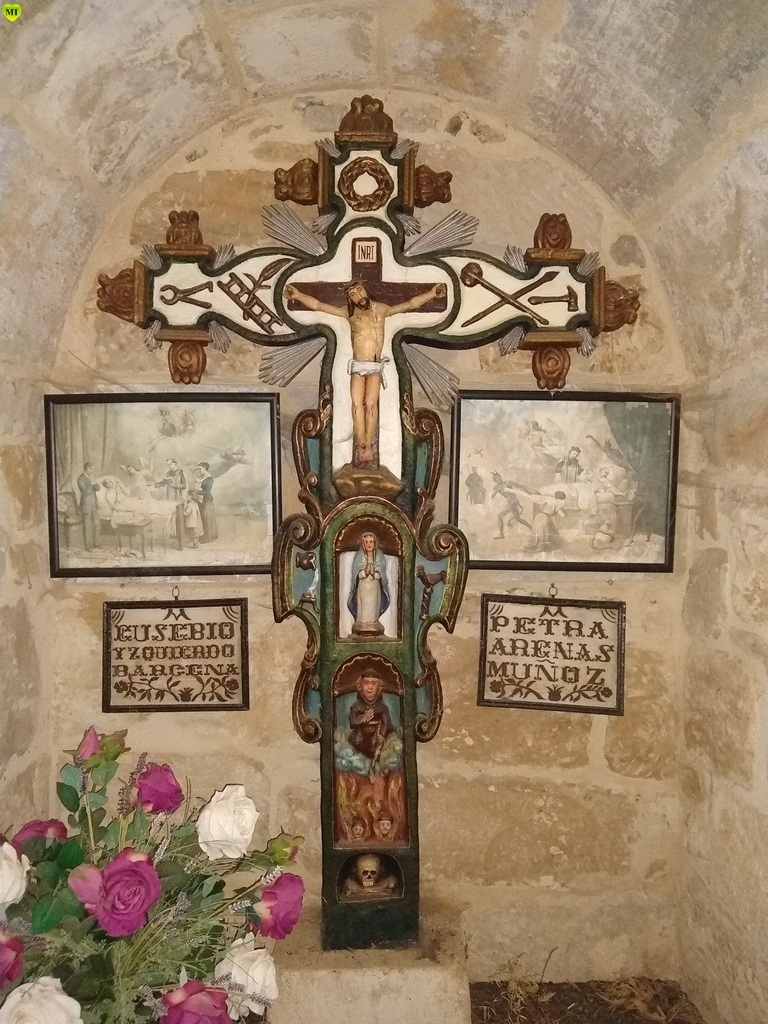
Humilladero

Olleros de Paredes Rubias es una localidad y pedanía española del municipio de Berzosilla, en la provincia de Palencia, en la comunidad autónoma de Castilla y León. Berzosilla constituye un enclave palentino entre las provincias de Cantabria y Burgos. Se comunican a través de la autovía A-67 hasta Aguilar de Campoo tomando desde allí la antigua carretera nacional hasta Quintanilla de las Torres; desde Quintanilla, la carretera CA-273 hasta Báscones de Ebro desde donde se desvía otra pequeña carretera que acaba en el mismo pueblo. Olleros es también un enclave palentino dentro de la provincia de Cantabria.

## Geografía
Está situado a 3 kilómetros de Berzosilla, la capital municipal, en la comarca de Montaña Palentina. Este municipio próximo al río Ebro, constituye un enclave palentino en el valle de Valderredible, del municipio cántabro del mismo nombre. Se asienta en una pequeña colina de las laderas del páramo de La Lora. 

## Demografía
Evolución de la población en el siglo XXI
| Gráfica de evolución demográfica de Olleros de Paredes Rubias entre 2000 y 2020 |
|                                                                                 |
| Población de derecho (2000-2020) según el padrón municipal del INE              |

## Origen y edificios
Debe su nombre a su posible origen como asentamiento de una modesta industria tradicional alfarera, arqueológicamente documentada desde el Medioevo, hasta inicios del siglo XX.
Todo el pueblo tiene un aire medieval con casas de piedra, escudos blasonados, humilladero, un vetusto un roble, "El Cornal", de cinco metros de perímetro.
- Iglesia de San Juan Bautista: es de cantería, nave con dos tramos que se cubren con bóvedas de crucería estrellada y la capilla mayor, con bóveda de arista. En la capilla del lado del Evangelio, un retablo del primer tercio del siglo XVII; el retablo mayor del Presbiterio es neoclásico con esculturas de San Miguel, Calvario y San Pablo, estas dos del siglo XVI. La capilla del lado de la Epístola es del primer tercio del siglo XVII.
- Casa del Conde: la antigua morada de verano del conde de las Fraguas. Allí se han encontrado numerosos restos de cerámicas.
- Cueva del Horno, en cuyo interior pudo existir un horno de alfarería.
- Casa del Ebro, casa rural situada en la plaza del pueblo.

## Clasificación de las casas en Olleros
Las de fachada de la vivienda interior:suelen ser casas de labor y se entra en ellas por un portón que da acceso a un patio alrededor del cual se disponen depencicias propias de la agricultura y la ganadería:
- la corte: para el ganado ovino
- el cortín: para los cerdos que allí se llaman chones.
- la cuadra: para el ganado bovino y equino.
- el vano: zona cubierta para almacén
- el pajar: con su acceso llamado bocarón.
- el patatero: almacén de patatas
- la salida al huerto: suele estar detrás de la casa y la vivienda.

Las de fachada de la vivienda exterior: en el pueblo se pueden encontrar algunas más sencillas y otras con estética más detallada.
Rasgos comunes:
- Se emplea principalmente piedra caliza y arenisca, en sillares o mampostería.
- La puerta de entrada suele estar dividida en dos partes.
- Las ventanas y las puertas se suelen enmarcar con sillares bien diferenciados.
- Son comunes las balconadas de madera y los miradores en la parte alta.
- Aparecen ventanucos diminutos dispersos a lo largo de los muros.
- Algunas aún conservan escudos.

## Fiestas
- Virgen de los Dolores: el pueblo celebra sus fiestas patronales en honor esta virgen en la tercera semana (domingo) de septiembre.